# Maurice Burrus
Maurice Burrus (Dambach-la-Ville, 8 marzo 1882 – Ginevra, 5 dicembre 1959) è stato un filatelista e politico francese.

## Biografia
Maurice Burrus nacque nel 1882 da una ricca famiglia di industriali del tabacco operanti in Alsazia, allora appartenente alla Germania. La famiglia, all'inizio dell'Ottocento, era stata trasferita in Svizzera dai decreti napoleonici che riservavano allo Stato la coltivazione del tabacco e la fabbricazione di sigari e sigarette, per poi tornare in Alsazia intorno alla metà del XIX secolo.
Il giovane Maurice, dopo gli studi, fu avviato alla pratica bancaria e successivamente prese in mano le redini dell'azienda di famiglia. Viaggiò molto per lavoro e visitò l'Asia Minore, il Canada e gli Stati Uniti d'America. Dimostrando grande abilità negli affari, fece fortuna e si fece costruire una gigantesca dimora ispirata al Petit Trianon della reggia di Versailles. 

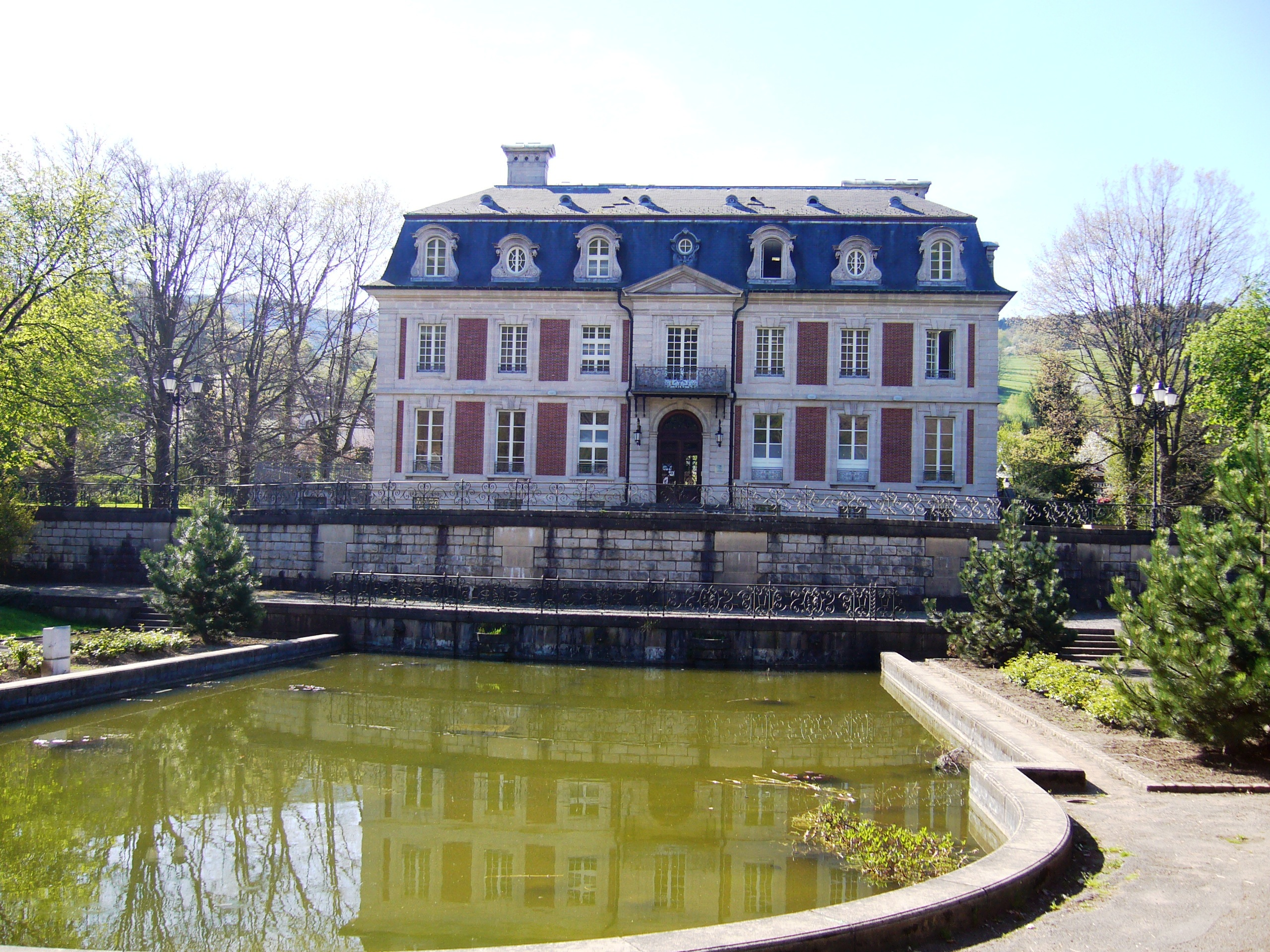
Villa Burrus a Sainte Croix-aux-Mines

Coltivò una grande passione per l'archeologia, effettuando alcune spedizioni in Grecia e in Asia Minore, sulle tracce di Heinrich Schliemann, lo scopritore dei resti dell'antica Troia.
In seguito, ebbe una vita pubblica molto intensa, occupandosi attivamente di politica, fino ad essere eletto deputato nel parlamento francese nel 1936. Partecipò attivamente alla Seconda guerra mondiale, aiutando con i suoi mezzi finanziari l'esercito francese e nel 1945 fu decorato con la Croce di guerra.
Nell'immediato dopoguerra, alcune voci, mai provate, su una sua presunta collaborazione con i nazisti lo spinsero in un vero e proprio stato di prostrazione, da cui non si risollevò più.

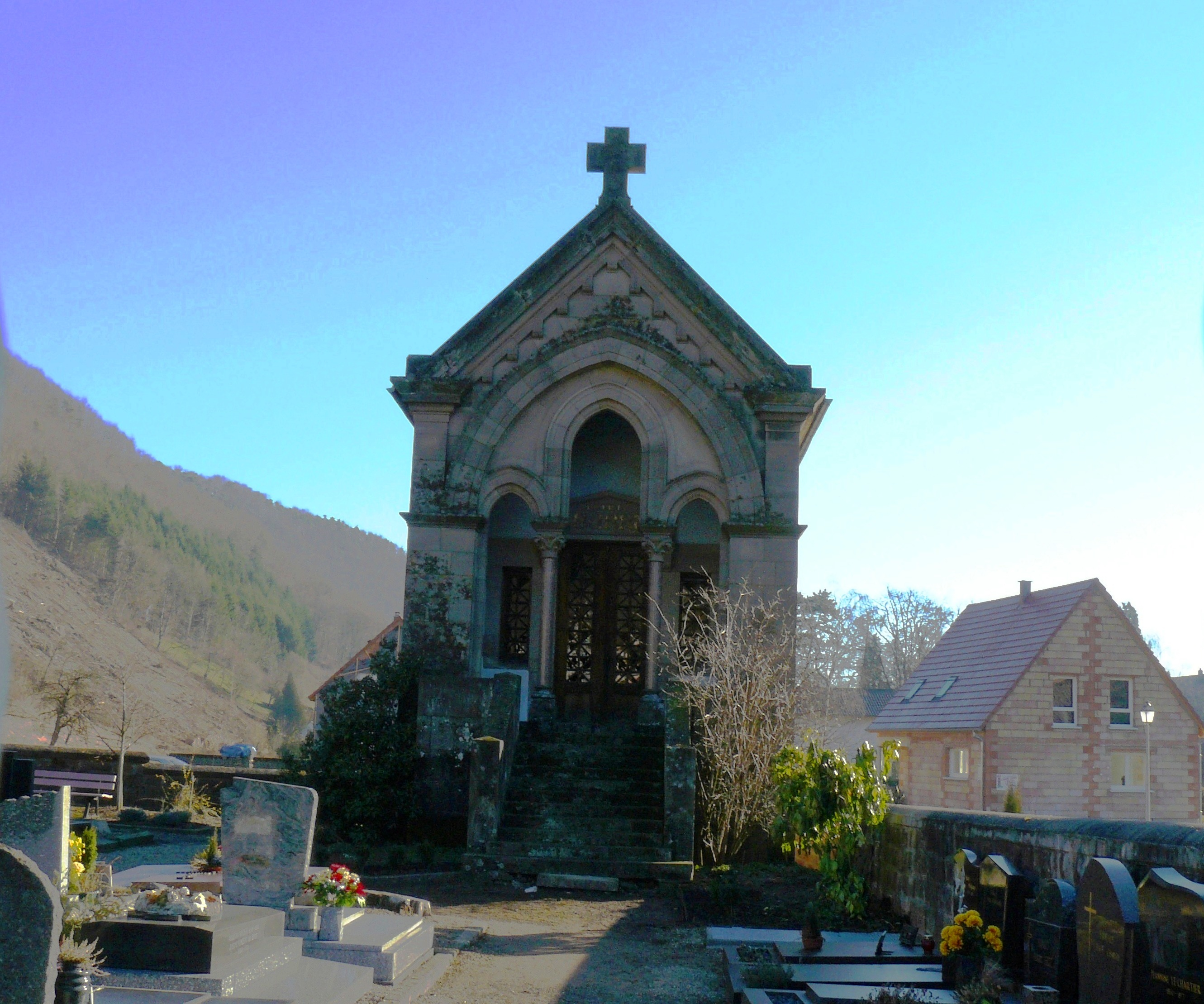
Tomba della famiglia Burrus a Sainte Croix-aux-Mines.

Morì, malato, a Ginevra nel 1959.

## La passione per la filatelia
(Alberto Diena, prefazione al catalogo d’asta Burrus: Italian States, Robson Lowe Ltd, Londra, 1-2 dicembre 1964)
Burrus, durante gran parte della sua vita, ha raccolto pezzo per pezzo una straordinaria collezione di francobolli, paragonabile soltanto alla collezione De Ferrari o a quella di Alfred Caspary. Dopo la sua morte, gli eredi la dispersero, suddividendola in numerosissime vendite, curate dalle più grandi case d'asta del mondo. L'asta più importante fu quella battuta nella prima settimana di ottobre 1963 dalla Robson Lowe Ltd. Tra le gemme disperse in quell'occasione si ricorda l'unica lettera conosciuta con i due valori del 1847 dell'Isola Mauritius, i cosiddetti Post Paid; il Penny rosso arancio e il 2 Pence stampati dalla tipografia Barnard.